# Phasenschieber (Elektronik)

Drei um je 120° gegeneinander versetzte Sinusschwingungen

Ein Phasenschieber ist ein elektrisches Bauelement oder eine elektronische Schaltung, die die Phase einer elektrischen Schwingung verschiebt. Der Grad dieser Verschiebung wird in Grad oder als Teil des Vollkreises (360°) angegeben. Abhängig von der Frequenz gibt es verschiedene Möglichkeiten für die technische Realisierung. Bei niedrigen Frequenzen werden Anteile von Blindwiderständen zur technischen Realisierung genutzt, die an Induktivitäten und Kapazitäten auftreten. Bei hohen Frequenzen werden Laufzeitunterschiede durch Umwegleitungen genutzt.

## Arten
Im Prinzip lassen sich folgende Gruppen von Phasenschiebern unterscheiden:
- Frequenzabhängige Phasenschiebung: Dabei wird durch eine zeitliche Verschiebung des Eingangssignals die Phasenverschiebung einer bestimmten Frequenz erreicht. Da unterschiedliche Frequenzen allerdings unterschiedlich lange Periodenzeiten aufweisen, ist die Phasendrehung je nach Frequenz unterschiedlich. Realisiert werden kann diese Form durch entsprechende Laufzeitglieder oder auch in Form von Allpässen.
- Frequenzneutrale Phasenschieber: Diese Schaltungen verschieben über ein Spektrum einheitlich um einen bestimmten Winkel. Das dabei entstehende Signal ist im Regelfall komplexwertig. Jene Phasenschieber werden auch als Hilbert-Transformatoren bezeichnet und bedienen sich der so genannten Hilbert-Transformation. Dabei verursacht jeder Hilbert-Transformator eine Drehung des Spektrums um 90°. Die Hilbert-Transformation spielt in der Signalverarbeitung eine zentrale Rolle und findet unter anderem im Bereich der Modulationstechnik Anwendung.

## Niedrige Frequenzen

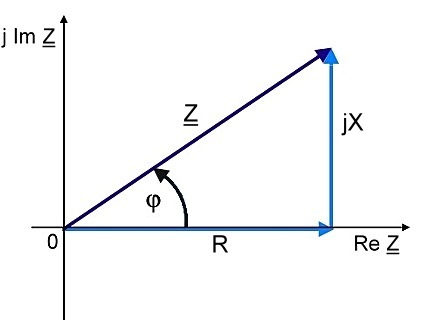
Widerstandszeigerdiagramm

### Analogtechnik
In der Elektronik wird zur Phasenverschiebung meistens ein RC-Glied (oder ein Netzwerk aus RC-Gliedern) verwendet. Hierbei wird der am Kondensator zur Spannung zeitlich versetzte Stromfluss ausgenutzt. Der Strom eilt der Spannung um 90° voraus (siehe Phasenverschiebung am Blindwiderstand) und bewirkt somit bei einer Reihenschaltung aus Kondensator und Widerstand eine Phasenverschiebung der beiden an den Bauteilen anliegenden Spannungen zueinander.
Der Widerstandswert R und der Blindwiderstand jX des Kondensators müssen zur Ermittlung des Stromes komplex addiert werden. Der Betrag der Phasenverschiebung {\displaystyle \varphi } zwischen Strom und Spannung verringert sich durch die Reihenschaltung mit einem Widerstand auf unter 90°. Weil der Blindwiderstand des Kondensators frequenzabhängig ist, ist auch die Phasenverschiebung des RC-Gliedes frequenzabhängig. Bei einer durch derart RC-Glied erzielten Phasenverschiebung von 60° werden drei solcher RC-Glieder in Reihe geschaltet benötigt, um die Phasenbedingung für einen Phasenschiebergenerator zu erfüllen.
Durch Verwendung von Potentiometern oder elektronisch steuerbaren Widerständen kann die Phasenverschiebung einstellbar gemacht werden. Prinzipiell kann statt eines Kondensators auch eine Spule mit vergleichbarem Ergebnis eingesetzt werden, wegen höherer Kosten wird das aber selten verwendet.
Ein Beispiel der Phasenverschiebung mit einem Kondensator ist die Erzeugung der Hilfsphase beim Kondensatormotor oder bei der Steinmetzschaltung. Eine Mischform aus digitaler und analoger Phasenverschiebung ist das CCD-Prinzip (Eimerkettenspeicher).

### Digitale Phasenschieber

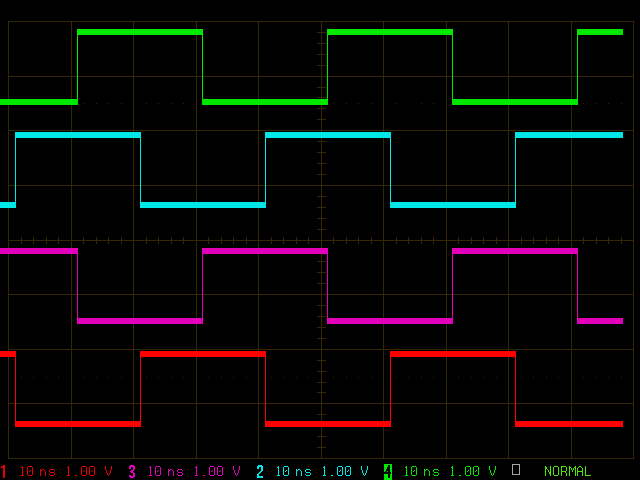
Oszillogramm von vier phasenverschobenen Takten

Digitalsignale können phasenverschoben werden, indem
- sie durch einen FIFO-Speicher geschoben werden (Schieberegister)
- man ihre Flanken um konstante Zeiten verzögert (nur möglich, wenn kürzeste Impulsdauer > Verzögerung)
  - durch Zeitglieder (Monoflops) und eine Logikschaltung
  - bei schnellen Taktimpulsen durch einen höheren Master-Takt, der dann zu mehreren phasenverschobenen Takten mit geringerer Frequenz heruntergeteilt wird. Damit wird vermieden, dass längere Leitungen für einen sehr hohen Takt zu einer Antenne werden.
  - durch Erzeugen einer Dreieckschwingung und nachfolgende Komparatoren

Das letztere Verfahren wird zum Beispiel bei einer Art von Schaltnetzteilen (Phase Shifter) verwendet, um einen Transformator mit einer über die Impulsdauer in ihrem Effektivwert steuerbaren symmetrischen Rechteckspannung zu speisen.

## Hohe Frequenzen

Prinzip der Zuschaltung von Umwegleitungen zur Phasenverschiebung

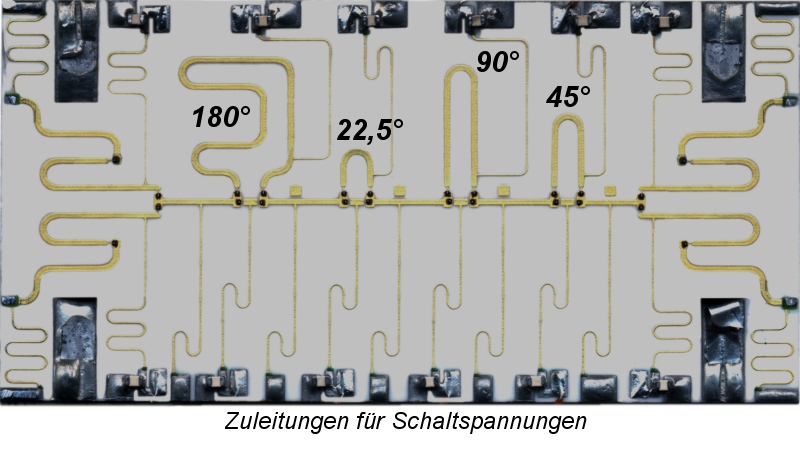
Praktisches Beispiel aus einem Radargerät

Bei hohen Frequenzen werden auf einer leitungsgebundenen Übertragung die Phasenverschiebungen durch Umwegleitungen (Verzögerungsleitungen) mit definierter Länge erreicht. Die erforderlichen Leitungslängen lassen sich bei größeren Verzögerungszeiten (bis ca. 1 µs) nur durch Aufwickeln erreichen. Bei noch größeren Zeiten (zum Beispiel zur Zeilenfrequenz 180°-Phasenverschiebung des Bildsignales in Fernsehempfängern, d. h. 64 µs) werden Ultraschall-Verzögerungsleitungen verwendet.
Bei Koaxialleitungen oder Hohlleitern ist die Phasenverschiebung bis zu Verzögerungszeiten möglich, bei denen die erforderliche Länge noch eine beherrschbare Größe hat (ca. 3…5 ns pro Meter). Eine obere Grenzfrequenz wird bestimmt durch das Verhältnis von Wellenlänge zur Dicke des Kabels und der möglichen Präzision der Positionierung von Leitungsverbindungen im Mikrometerbereich. Bei Frequenzen bis zu 100 GHz ist diese Methode problemlos möglich.
In der Praxis kann die Phase nur in diskreten Schritten eingestellt werden, wenn die Phasenschieber, die eine geregelte Phasenverschiebung durchführen, digital angesteuert werden. Typische Phasenschieber verwenden 3 bis 6 Bits zur Einstellung der Phasenverschiebung. Wenn {\textstyle B_{\varphi }} die Anzahl der im Phasenschieber verwendeten Bits ist, dann ist die Anzahl der Phasen {\textstyle N_{\varphi }=2^{B_{\varphi }}}. Ein 3-Bit-Phasenschieber hat z. B. 8 Phasen, die von 0 bis {\textstyle (2\pi -2\pi /8)} in Schritten von {\textstyle 2\pi /8} reichen.
Die Grafik zeigt einen Phasenschieber, der mit drei Bit in 45°-Schritten jeden Phasenwinkel zwischen 0° und 315° schalten kann. Die in der Grafik gezeigten Schalter werden in der Praxis durch PIN-Dioden realisiert, die hohe Leistungen in wenigen Nanosekunden umschalten können. Das Bild zeigt einen Phasenschieber, welcher im Radar AN/FPS-117 verwendet wird, der mit Steuerleitungen mit vier Bit Breite in 22,5°-Schritten Phasenwinkel zwischen 0° und 337,5° schaltet. Die Länge der Umwegleitungen ist frequenzabhängig und auch abhängig von der Ausbreitungsgeschwindigkeit der Wellen in dem Medium, das heißt, in einem Kabel wird ein Verkürzungsfaktor wirksam. In einem Hohlleiter ist die Phasengeschwindigkeit größer, deswegen wird hier ein Verkürzungsfaktor größer als 1 wirksam.

## Anwendungen
- drei RC-Glieder im Phasenschiebergenerator bzw. für digitale Signale im Ringoszillator
- Phasenschieber werden in großer Anzahl in Phased-Array-Antennen eingesetzt und werden von einem zentralen Computer aus zur Formgebung und zur Schwenkung des Antennendiagramms gesteuert. Bei aktiven Antennen können sie schon vor dem Endverstärker eingesetzt werden und brauchen deswegen nur eine sehr kleine Leistung zu schalten, was die Baugruppe kleiner und kompakter werden lässt.
- komplette spannungsgesteuerte Phasenschieber können zu einem integrierten Schaltkreis kombiniert werden[1]
- Für Kontroll- und Messanwendungen werden HF-dichte mechanische Konstruktionen verwendet, die eine Einspeisung oder Auskopplung an einem Kabelabschnitt ermöglichen. Die mechanische Position der Auskopplung lässt sich auf dem Kabelabschnitt verschieben. Somit kann eine stehende Welle auf der Leitung nachgewiesen werden (Lecher-Leitung) oder eine Einspeisung eines Messsignals in ein HF-System mit definierter Phasenlage erfolgen.